# Demetrio Lakas Bahas
Demetrio Lakas Bahas, né le 29 août 1925 à Colón (Panama) et mort le 2 novembre 1999 à Panama, est un homme politique panaméen, président du Panama du 19 décembre 1969 au 11 octobre 1978.